# NGC 4359
NGC 4359 is een balkspiraalstelsel in het sterrenbeeld Hoofdhaar. Het hemelobject werd op 20 maart 1787 ontdekt door de Duits-Britse astronoom William Herschel.

## Synoniemen
- UGC 7483
- MCG 5-29-79
- ZWG 158.99
- KUG 1221+317
- IRAS 12216+3147
- PGC 40330